# Samuel Arnold (acteur)
Samuel Arnold, né le 11 juillet 1991 à Montereau-Fault-Yonne (Île-de-France), est un acteur français, notamment connu pour son rôle dans la série Netflix, Emily in Paris.

## Biographie
Il naît le 11 juillet 1991,, à Montereau-Fault-Yonne, commune de l'Île-de-France.
Il a une sœur aînée.

## Carrière
En 2009, il participe à l'émission La France a un incroyable talent, en sein d'un groupe de hip hop.
Depuis 2020, il tient le rôle de Julien dans la série Netflix, Emily in Paris, aux côtés de Lily Collins, Philippine Leroy-Beaulieu et Bruno Gouery.
En 2022, il signe avec l'Agency for the Performing Arts (en).

## Filmographie

### Cinéma
- À venir : Expectations de Chris Robert : Bernard Nasby

### Télévision

#### Séries télévisées
- 2019 : Platane : un graffeur (2 épisodes)
- depuis 2020 : Emily in Paris : Julien (30 épisodes)
- 2021 : Pandemica (en) : (voix, 7 épisodes)

#### Téléfilms
- 2016 : Tuer un homme : Rufin